# Вербигерация
Вербигера́ция, или персевера́торная логоре́я (лат. verbigeration), — психопатологический симптом, характеризующийся повторением однообразных слов, коротких слов или даже слогов. Пациент ритмично повторяет одни и те же слова, сочетания звуков, не имеющие никакого смысла. Является разновидностью стереотипии. Чаще всего возникает в рамках кататонической шизофрении. Может возникать при детском аутизме. Термин был введён Карлом Людвигом Кальбаумом в 1874 году.